# APA style
APA style – zestaw reguł opracowanych w celu ułatwienia rozumienia piśmiennictwa z nauk społecznych. Podręcznik Publication Manual of the American Psychological Association zawiera reguły dla każdego aspektu piśmiennictwa, szczególnie w naukach społecznych od oznaczenia autorstwa do konstrukcji tabel, unikania plagiatu i budowania listy cytowań.